# Culture Khodjali-Gədəbəy
La culture de Khodjali-Gədəbəy est une culture archéologique de l'Âge du bronze récent et de l'Âge du fer ancien, qui s'est développée du XIIIe au VIIe siècle av. J.-C. en Transcaucasie orientale et centrale. Son nom est tiré des villages de Khodjali, dans le Haut-Karabagh, et de Gədəbəy, en Azerbaïdjan, où ont eu lieu les premières découvertes archéologiques.

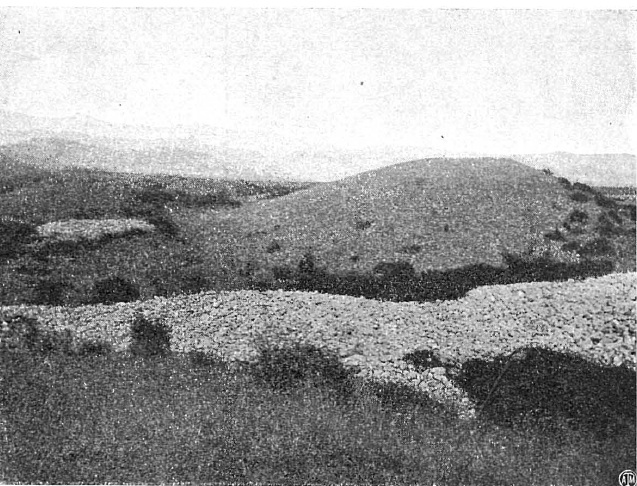
Site de Khodjaly

## Historique
Le nom de cette culture provient des premières découvertes archéologiques, réalisées à l'époque tsariste dans les villages de Khodjali, dans le Haut-Karabagh, et de Gədəbəy, en Azerbaïdjan,.
Les sites de cette culture ont été fouillés à l'époque soviétique à partir des années 1920. Les résultats ont été publiés par Boris Piotrovski et d'autres archéologues soviétiques spécialisés dans la Préhistoire de la Transcaucasie, des années 1930 aux années 1970.

## Mode de subsistance
Les populations de cette culture vivaient de l'agriculture et de l'élevage.

## Habitat
Les habitats sont ouverts. Des cromlechs, des menhirs ont été découverts aux alentours. 

## Sépultures
La culture de Khodjali-Gədəbəy comporte de nombreuses tombes sous tertres funéraires, où les morts étaient disposés selon les cas en position allongée, assise ou fœtale.

## Vestiges archéologiques
On a trouvé des épées et des couteaux de bronze.
Dans les tombes, divers objets ont été trouvés : épées, haches, masses, flèches, fourches, fers de lances, chaudrons et pichets, mors, décorations de ceintures composées de scènes de chasse et mythologiques. Également une variété de perles de verre, de la cornaline, des ivoires, des vases de pierre et d'argile de formes variées, émaillés de noir et décorés de sculptures. Au stade ultérieur de développement apparaissent des objets en fer : lances, couteaux, poignards.
Dans l'une des tombes de Khodjaly, l'archéologue E. Resler a trouvé en 1895 une perle en agate, avec inscription en caractère cunéiforme du nom du roi assyrien Adad-nerari II,,. Aujourd'hui, cette perle en agate est exposée au musée de l'Ermitage, à Saint-Pétersbourg.
|                                                                                       |                  | |
| Coupe en terre cuite peinte en vert et jaune et pendentif en bronze en forme d'oiseau | collier en agate | Perle d'agate du Xe ou IXe siècle av. J.-C. de la tombe de Khodjaly, avec inscription cunéiforme du nom du roi assyrien Adad-nerari II (911 - 891 av. J.-C.) : Palais d'Adad-nerari, tsar de l'univers. |